# Sweeper
Sweeper（スイーパー）は、かつて全日本プロレスで活動していたプロレスのユニット。

## 概要
2018年4月25日、負傷による長期欠場中であったジェイク・リーが、復帰前のあいさつで、それまで属していた「NEXTREAM」の脱退を宣言。6月5日、ディファ有明大会のメインイベント8人タッグで勝利後、タッグパートナーの崔領二、ディラン・ジェイムス、岩本煌史と、岩本の推薦する佐藤恵一を加えた新ユニット結成を表明。6月13日に会見を行い、ユニット名を「Sweeper」と発表した。
しかし、9月24日大阪府立体育会館大会、ジョー・ドーリング&ボディガーvsディラン・ジェイムス&ジェイク・リーの試合中、ディランがジェイクを裏切り、ジョーと結託。Sweeperを脱退し、タッグチーム「ザ・ボンバー」を結成した。2018年は、Jr. TAG BATTLE OF GLORYにて岩本がTAJIRIとのタッグで優勝したが、王道トーナメントや世界最強タッグ決定リーグ戦（ジェイク&崔組が参加）、また各タイトル戦では結果を残せなかった。
2019年2月24日、野村直矢がNEXTREAMから脱退すると、ジェイクは野村に共闘を提案。野村はSweeper加入を拒否するも、特定のユニットに属さないため、カード上Sweeperとの共闘の機会が増える。そして6月30日、野村はジェイクと握手を交わし、世界タッグ王座に挑戦。この間、ジェイクと岩本がアジアタッグ王座を獲得したが、以後ジェイクは野村とのタッグが増える（ただし野村はその後もSweeperには未加入）。
一方、崔は旧知のゼウスと三冠ヘビー級王座挑戦権をかけた一騎討ちから距離を縮め、コンビを結成。9月3日には世界タッグ王座を獲得する。岩本がJr. BATTLE OF GLORY優勝、ジェイクが王道トーナメント優勝と着実に実績を残すも、2019年の世界最強タッグ決定リーグ戦にはゼウス&崔組、ジェイク&野村組がエントリーされ、岩本がユニットの存在意義に疑問を呈する事態となった。
そして世界最強タッグ決定リーグ戦の最中である11月17日、試合後にジェイクがSweeper解散を宣言。崔の提案をジェイクが了承したもので、その場にいなかった佐藤も後日受け容れた。ジェイクは野村・岩本との共闘を続け、12月21日には3人によるユニット「陣 JIN」を結成。崔はゼウスとのタッグを継続する。

## メンバー
- ジェイク・リー（リーダー、2018年6月5日 - 2019年11月17日）
- 崔領二（2018年6月5日 - 2019年11月17日）
- 岩本煌史（2018年6月5日 - 2019年11月17日）
- 佐藤恵一（2018年6月5日 - 2019年11月17日）

### 共闘メンバー
- TAJIRI
- 野村直矢
- ゼウス

### 元メンバー
- ディラン・ジェイムス（2018年6月5日 - 9月24日）

## 戦績
世界ジュニアヘビー級王座
岩本煌史（第48代、第50代）
世界タッグ王座
崔領二&ディラン・ジェイムス（第82代）
崔領二&ゼウス（第86代）
アジアタッグ王座
ジェイク・リー&岩本煌史（第106代、第108代）
- 第106代は王座決定ワンデートーナメント優勝による。

王道トーナメント優勝
ジェイク・リー（2019年）
Jr. BATTLE OF GLORY優勝
岩本煌史（2019年）
Jr. TAG BATTLE OF GLORY優勝
岩本煌史&TAJIRI（2018年）